# Abriès-Ristolas
Abriès-Ristolas est une commune nouvelle française résultant de la fusion — au 1er janvier 2019 — des communes d'Abriès et Ristolas, située dans le département des Hautes-Alpes, en région Provence-Alpes-Côte d'Azur.

## Géographie

### Communes limitrophes
Les communes limitrophes sont  Aiguilles, Bobbio Pellice, Cervières, Crissolo, Cesana Torinese, Molines-en-Queyras, Pontechianale, Prali et Sauze de Césane.

### Climat
Pour des articles plus généraux, voir Climat de Provence-Alpes-Côte d'Azur et Climat des Hautes-Alpes.
En 2010, le climat de la commune est de type climat des marges montargnardes, selon une étude du Centre national de la recherche scientifique s'appuyant sur une série de données couvrant la période 1971-2000. En 2020, Météo-France publie une typologie des climats de la France métropolitaine dans laquelle la commune est exposée à un climat de montagne ou de marges de montagne et est dans la région climatique Alpes du sud, caractérisée par une pluviométrie annuelle de 850 à 1 000 mm, minimale en été.
Pour la période 1971-2000, la température annuelle moyenne est de 6,7 °C, avec une amplitude thermique annuelle de 17,9 °C. Le cumul annuel moyen de précipitations est de 900 mm, avec 7,2 jours de précipitations en janvier et 7,3 jours en juillet. Pour la période 1991-2020, la température moyenne annuelle observée sur la station météorologique installée sur la commune est de 5,2 °C et le cumul annuel moyen de précipitations est de 892,9 mm. 
La température maximale relevée sur cette station est de 32,6 °C, atteinte le 28 juin 2019 ; la température minimale est de −26 °C, atteinte le 28 février 2018,,.
| Mois                                  | jan.           | fév.          | mars          | avril          | mai           | juin          | jui.          | août          | sep.          | oct.           | nov.           | déc.           | année     |
| ------------------------------------- | -------------- | ------------- | ------------- | -------------- | ------------- | ------------- | ------------- | ------------- | ------------- | -------------- | -------------- | -------------- | --------- |
| Température minimale moyenne (°C)     | −10,2          | −10,5         | −6,2          | −1,8           | 1,2           | 4,2           | 5,6           | 5,2           | 2,6           | −0,5           | −4,6           | −9,2           | −2        |
| Température moyenne (°C)              | −3,7           | −3            | 0,5           | 4,5            | 8,1           | 12,1          | 14,4          | 13,9          | 10,6          | 6,8            | 1,3            | −3,1           | 5,2       |
| Température maximale moyenne (°C)     | 2,8            | 4,4           | 7,1           | 10,8           | 14,9          | 19,9          | 23,1          | 22,6          | 18,7          | 14,1           | 7,3            | 3              | 12,4      |
| Record de froid (°C) date du record   | −22,4 31.01.10 | −26 28.02.18  | −24 01.03.05  | −15,5 03.04.22 | −9 06.05.19   | −5,3 03.06.06 | −1,7 11.07.07 | −4,2 31.08.10 | −8,3 27.09.20 | −15,5 29.10.12 | −21,7 27.11.10 | −22,6 18.12.10 | −26 2018  |
| Record de chaleur (°C) date du record | 15,1 12.01.07  | 18,3 27.02.19 | 19,6 30.03.12 | 21,4 08.04.11  | 26,3 22.05.22 | 32,6 28.06.19 | 31,3 05.07.15 | 31,6 23.08.23 | 29,9 04.09.06 | 25 02.10.23    | 19,8 02.11.20  | 11,7 03.12.15  | 32,6 2019 |
| Précipitations (mm)                   | 35,2           | 35,5          | 50,9          | 102,5          | 119           | 93,5          | 56,6          | 50,9          | 74,7          | 83,9           | 142,5          | 47,7           | 892,9     |

| Diagramme climatique                                  |              |             |               |            |             |             |             |             |              |              |           |
| J                                                     | F            | M           | A             | M          | J           | J           | A           | S           | O            | N            | D         |
| 2,8−10,235,2                                          | 4,4−10,535,5 | 7,1−6,250,9 | 10,8−1,8102,5 | 14,91,2119 | 19,94,293,5 | 23,15,656,6 | 22,65,250,9 | 18,72,674,7 | 14,1−0,583,9 | 7,3−4,6142,5 | 3−9,247,7 |
| Moyennes : • Temp. maxi et mini °C • Précipitation mm |              |             |               |            |             |             |             |             |              |              |           |

Les paramètres climatiques de la commune ont été estimés pour le milieu du siècle (2041-2070) selon différents scénarios d'émission de gaz à effet de serre à partir des nouvelles projections climatiques de référence DRIAS-2020. Ils sont consultables sur un site dédié publié par Météo-France en novembre 2022.

## Urbanisme

### Typologie
Au 1er janvier 2024, Abriès-Ristolas est catégorisée commune rurale à habitat dispersé, selon la nouvelle grille communale de densité à 7 niveaux définie par l'Insee en 2022.
Elle est située hors unité urbaine et hors attraction des villes,.

### Occupation des sols
Le tableau ci-dessous présente l'occupation des sols de la commune en 2018, telle qu'elle ressort de la base de données européenne d’occupation biophysique des sols Corine Land Cover (CLC).

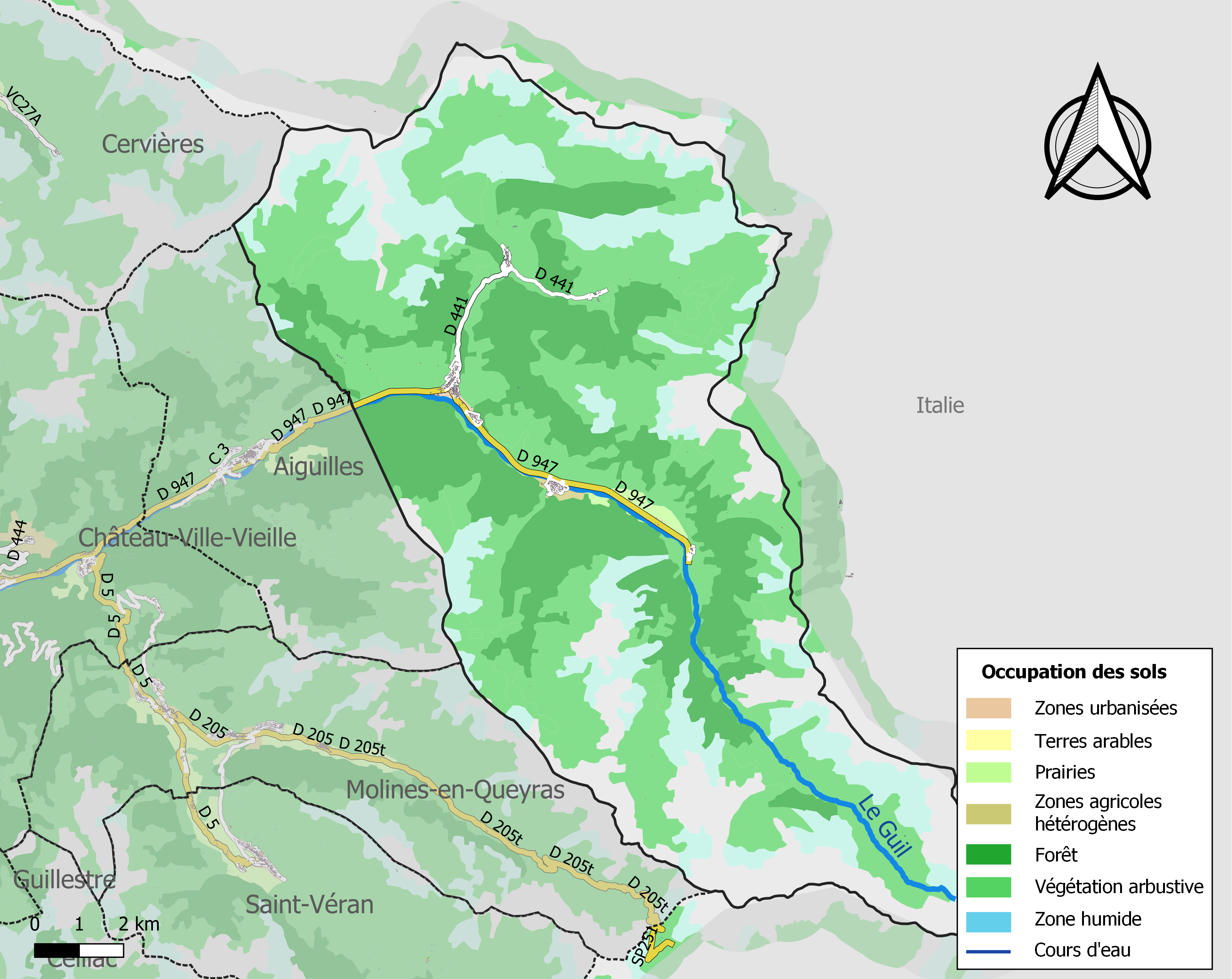
Carte des infrastructures et de l'occupation des sols de la commune en 2018 (CLC).

| Type d’occupation                             | Pourcentage | Superficie (en hectares) |
| --------------------------------------------- | ----------- | ------------------------ |
| Tissu urbain discontinu                       | 0,2 %       | 38                       |
| Prairies et autres surfaces toujours en herbe | 0,6 %       | 99                       |
| Systèmes culturaux et parcellaires complexes  | 0,2 %       | 40                       |
| Forêts de conifères                           | 24,6 %      | 3 956                    |
| Pelouses et pâturages naturels                | 35,6 %      | 5 722                    |
| Landes et broussailles                        | 0,2 %       | 34                       |
| Forêt et végétation arbustive en mutation     | 5,8 %       | 937                      |
| Roches nues                                   | 15,2 %      | 2 453                    |
| Végétation clairsemée                         | 17,5 %      | 2 816                    |
| Source : Corine Land Cover                    |             |                          |

## Histoire
La commune est créée au 1er janvier 2019 par un arrêté préfectoral du 19 octobre 2018.

## Politique et administration

### Liste des maires
| Période        | Période        | Identité          | Étiquette | Qualité           |
| -------------- | -------------- | ----------------- | --------- | ----------------- |
| janvier 2019   | 3 juillet 2020 | Jacques Bonnardel | SE        | Chef d'entreprise |
| 3 juillet 2020 | En cours       | Nicolas Crunchant |           | Guide             |

### Communes déléguées
| Nom            | Code Insee | Intercommunalité                 | Superficie (km2) | Population (dernière pop. légale) | Densité (hab./km2) |
| -------------- | ---------- | -------------------------------- | ---------------- | --------------------------------- | ------------------ |
| Abriès (siège) | 05001      | CC du Guillestrois et du Queyras | 77,13            | 302 (2016)                        | 3,9                |
| Ristolas       | 05120      | CC du Guillestrois et du Queyras | 82,18            | 80 (2016)                         | 0,97               |

## Population et société

### Démographie
L'évolution du nombre d'habitants est connue à travers les recensements de la population effectués dans la commune depuis sa création.

En 2022, la commune comptait 379 habitants, en évolution de −0,79 % par rapport à 2016 (Hautes-Alpes : +0,4 %, France hors Mayotte : +2,11 %).
| 2020 | 2022 |
| ---- | ---- |
| 383  | 379  |

### Enseignement
La commune d'Abriès-Ristolas possède une seule école, une école primaire publique, construite en 1910 à Abriès. Son agrandissement fut nécessaire en 1982, en raison du nombre croissant d'élèves inscrits : un peu plus de 50 en 1982 contre une quinzaine auparavant. Cette augmentation est directement liée au tourisme. En effet, les jeunes du village n'ont pas quitté la commune et se sont mariés avec des jeunes filles venues de l'extérieur. L'instituteur assure les cours des élèves de 5 à 14 ans. Quelques cours de latin sont également assurés par le curé de la paroisse à cette époque.
En 2009, les élus d'Abriès s'opposent à la fermeture d'une classe dans la commune. L'année suivante, leur recours est rejeté.

## Culture locale et patrimoine

### Lieux et monuments

#### Abriès

##### Églises
- Église paroissiale Saint-Pierre-Saint-Paul-et-Saint-Antoine[16]
- Église Saint-Jean-Baptiste
- Église Saint-Laurent
- Église de l'Assomption-de-Marie d'Abriès-Ristolas
- Église Saint-Marcellin

##### Chapelles
- Chapelle Saint-Roch
- Chapelle Saint-Laurent
- Chapelle Notre-Dame-des-Sept-Douleurs
- Chapelle Saint-Bernardin
- Chapelle Saint-Jacques-le-Majeur
- Chapelle Notre-Dame-des-Neiges
- Chapelle Sainte-Marie-Madeleine
- Chapelle Sainte-Marguerite
- Chapelle Saint-Antoine-de-Padoue
- Chapelle Saint-Barthélemy
- Chapelle des Pénitents de la Présentation-de-Jésus-au-Temple

##### Oratoires
- Oratoire Notre-Dame-des-Douleurs

##### Monuments civils

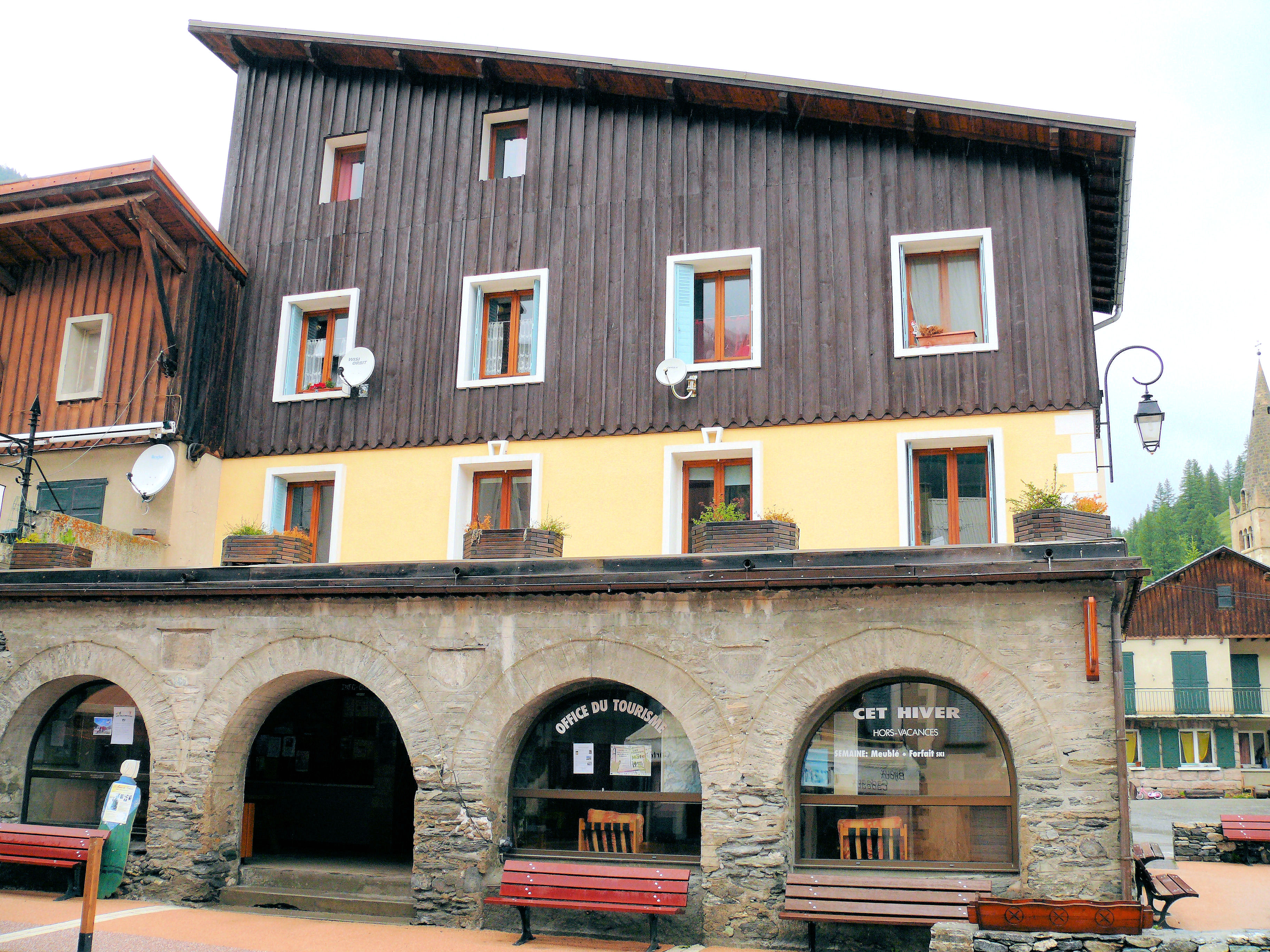
Ancienne halle, actuel office du tourisme, hôtel de ville et bureau de Poste.

Les Halles d'Abriès, construites à la fin du XVIe siècle (la halle porte la date de 1609), sont un des monuments importants de la commune. Elles ont été inscrites à l'inventaire supplémentaire des Monuments historiques le 27 juin 1925.

##### Autres

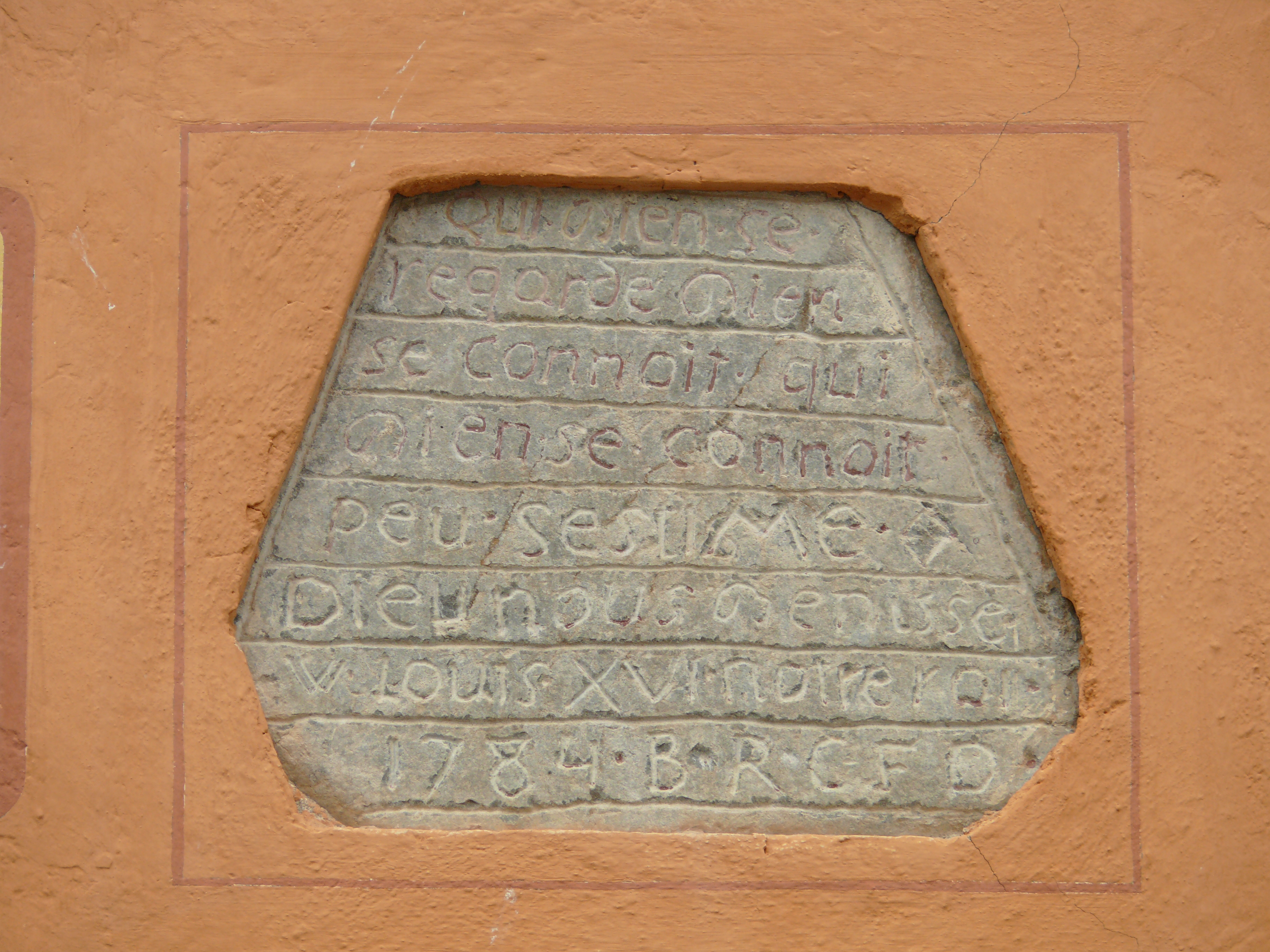
Plaque encastrée dans un mur.

De nombreuses pierres écrites sont disséminées dans la commune. Une d'entre elles s'adresse au torrent Boucher, à la suite des inondations de 1759-1768, de la manière suivante : « Bovcher - Si mon pied ne s'ébranle pas - ma tête ne te craint pas - j'ai qatre toises sovs moy - je me mocqve de toy ». Une autre pierre écrite, datant de la seconde moitié du XVIIIe siècle, est sertie dans la façade de l'ancienne maison de Richard-Calve : « qui se regarde bien se connait bien et qui se connait bien peu s'estime », signé de BRCFD (Blaise Richard Calve fils de Daniel).